# Pányok
Pányok é um município da Hungria, situado no condado de Borsod-Abaúj-Zemplén. Tem 8,46 km² de área e sua população em 2015 foi estimada em 59 habitantes.